# 吕雉
呂雉（前241？—前180年8月18日），字娥姁，漢高祖刘邦皇后。通稱呂后，或稱漢高后、呂太后、高皇后。東漢時光武帝追尊薄太后為高皇后，追废呂后為高后，山東單父（今單縣）人，為漢高祖劉邦任亭長時所娶元配妻子。（前202年－前195年），一直追隨劉邦征戰，被封為漢王王后，直到劉邦以漢王身份即皇帝位後，尊為皇后。惠帝即位，尊為太后（前195年—前180年），惠帝死後，雖為少帝祖母也是中國歷史上首位在世的皇祖母，但不稱太皇太后，仍以皇太后身分臨朝稱制，掌控朝政達八年，是中國歷史上首位有正式記載姓名的皇后與皇太后。
呂雉有兩兄呂澤、呂釋之，以及姊呂長姁、妹呂嬃；其二位兄長皆因追隨劉邦征戰封侯。呂雉生一子一女，為漢惠帝、魯元公主。
漢惠帝在位七年，自元年起即因人彘事件不再聽政，並嗜酒燕樂，導致多病；呂雉自惠帝死後即臨朝稱制，於呂太后元年、四年連立兩任少年皇帝，共主政八年。因此《史記》、《漢書》等正史以「本紀」體例記載呂太后生平，將其歷史地位看作等同於一任帝王。
呂雉統治期間實行黃老之術與民休息的政策，廢除挾書律，下令鼓勵民間藏書、獻書，恢復舊典。為後來的文景之治打下了很好的基礎，司馬遷在《史記》中對她的評價是「政不出房戶，天下晏然；刑罰罕用，罪人是希；民務稼穡，衣食滋殖」，給予呂后施政極大的肯定。
漢初制度簡約。呂雉主持明確了漢朝的後宮尊卑制度，於稱制七年主持重新議定了漢高祖母親、兄姊的諡號，將劉邦的母親和姐姐均由「夫人」升為「后」。
呂太后稱制期間曾大封親族為王。前180年8月18日（七月三十），呂雉逝世。后世有学术论文认为，吕雉的死因是狂犬病。周勃、陳平等人剷除呂氏家族力量，更立漢高祖第四子代王繼承宗廟，是為漢文帝。

## 早年生活

### 下嫁劉邦
呂雉本來隨其父呂公住在碭郡單父縣（今山東單縣終興鎮潘莊），後來父親呂公為躲避仇人，又因為和沛縣縣令有交情，便率全家人到沛縣定居。呂公全家到達沛縣後，沛縣的豪傑因為縣令和呂公的交情，都前去祝賀呂家喬遷之喜。。主吏蕭何負責排定賓客的座次，他叫賀禮不足一千銅錢的賓客坐在客堂外面。。劉邦擔任亭長時，一向輕視那些官吏，便在進見的名帖上謊稱「賀錢萬」，其實一文錢也沒帶。
名帖遞進去後，呂公對劉邦大為吃驚，便立馬起身，到門口去迎接他。呂公喜歡給人相面，看見劉邦的相貌就十分敬重劉邦，就把他領到堂上坐下。蕭何告訴呂公，劉邦「固多大言，少成事」，但呂公不以為然。劉邦坐在上賓座位後，就大聲調侃其他沛縣官吏。
宴會時，呂公向劉邦遞眼色讓他留下來，盡興飲酒後，呂公告訴劉邦他年輕時就喜歡看面相，看的人很多但沒有像他這麼相貌不凡的，讓劉邦好好珍重自己；並告訴劉邦說想把親女兒呂雉送給他為妾、奉持家務。事後呂媼對呂公很生氣，便對丈夫說：「你開始就很重視這個女兒，想把她送給貴人。沛縣令待你那麼好，前來相求，你都沒把女兒給他，怎麼自己隨便就承諾給了劉季？」但呂公告訴妻子：「這事不是你們婦人家和孩子所能明白的。」堅持把呂雉嫁給了劉邦。 於是未滿二十歲的呂雉由於父親之命嫁給了四十一歲的泗水亭長劉邦。
呂雉出嫁之時，劉邦已有一個非婚生的兒子劉肥。不到20歲的呂雉嫁給了大她二十多歲的中年亭長劉邦，而且這位亭長雖然沒有正式結婚，卻有了一位未婚生育的兒子（在劉邦發蹟之前，呂雉對劉肥沒有任何苛刻之舉）。

### 糟糠之妻
呂雉早年稱得上是賢惠的女人，初嫁給劉邦時，生活並不富裕，劉邦時常為公務以及與朋友們周旋，三天兩頭不見人影。
呂雉便親率子女從事農桑針織，孝順父母及養育兒女，過著自食其力的生活。早年的劉邦常戴一頂自製的竹帽到處閒逛，騙吃騙喝，一次押解囚犯，因自己酒醉而使囚犯逃跑，自己也只好亡命芒碭山下的沼澤地區。呂雉除獨立支撐家庭外，還不時長途跋涉，為丈夫送去衣物及食品。
之後，呂雉為劉邦生下一兒一女，即後來的汉孝惠皇帝劉盈和魯元長公主。

### 富貴之相
有一次，呂雉和兩個孩子在田間除草，有一個老人路過，要些水喝，呂雉就請他吃飯。老人給呂雉相面說「您是全天下的貴人」，呂雉讓她的兩個孩子相面，老人看了劉盈，告訴呂雉「您之所以顯貴，乃是因為這個男孩」，看了呂雉的女兒，也是貴相。老人走後，劉邦正好從別人家來到田間，呂雉詳細告訴他一位客人從這裡經過，給他們母子三人看相，說將來都是大貴人。劉邦問老人在哪，呂雉告訴他走出不遠。劉邦追上了老人，向他詢問。老人說，其實之前看到你夫人和嬰兒的面相都是像你，你的面相貴不可言。劉邦便道謝說若真如老父所說，將來絕對不會忘記老人的恩德。後來劉邦顯貴，卻不知道老人的去處。

### 為夫入獄
劉邦以亭長的身份為泗水郡押送徒役去驪山，徒役們有很多在半路逃走了。劉邦估計等到了驪山也就會都逃光了，所以走到芒碭山時，就停下來飲酒，趁著夜晚把所有的役徒都放了。消息傳到沛邑，縣令大怒，將劉邦的家屬逮捕，呂雉因而入獄。獄中受到不善待遇，官吏對呂雉有輕薄舉動，任敖出面解圍，並擊傷主持呂雉獄事的官吏。

## 淪為楚囚
漢元年劉邦被項羽封為漢王，呂后為王后，但其家屬仍然在沛縣。
漢元年八月（前206年），劉邦令將軍王吸、薛歐出武關，因南陽王陵軍欲迎劉太公與呂雉等劉邦家屬。楚發兵進駐陽夏，漢軍不得前。
漢二年四月（前205年），劉邦東攻項羽至彭城。項羽舍齊地回擊漢軍，大破漢軍於彭城。劉邦倉惶逃跑，途中遇孝惠帝及魯元公主，帶著一起逃跑。楚軍追之甚急，於是劉邦多次把兒女踢下車，夏侯嬰為駕駛，數嘆，輒抱二子上車。劉邦大怒，欲斬夏侯嬰十餘次，最終一行逃至沛縣。
漢二年四月（前205年），漢軍乘項羽陷入齊地不能自拔之際，一舉攻下楚都彭城。而項羽率騎兵迅速回防，與漢軍戰於睢水，漢軍大敗，劉太公、呂雉等一眾劉邦家屬皆為楚軍所俘。
漢四年九月（前203年），楚漢議和方被放回歸漢。

回到劉邦身邊的呂雉卻發現劉邦身邊卻有了戚夫人，無比寵幸，此時的呂雉因為年齡長於戚夫人，常常作為留守，而日漸疏遠

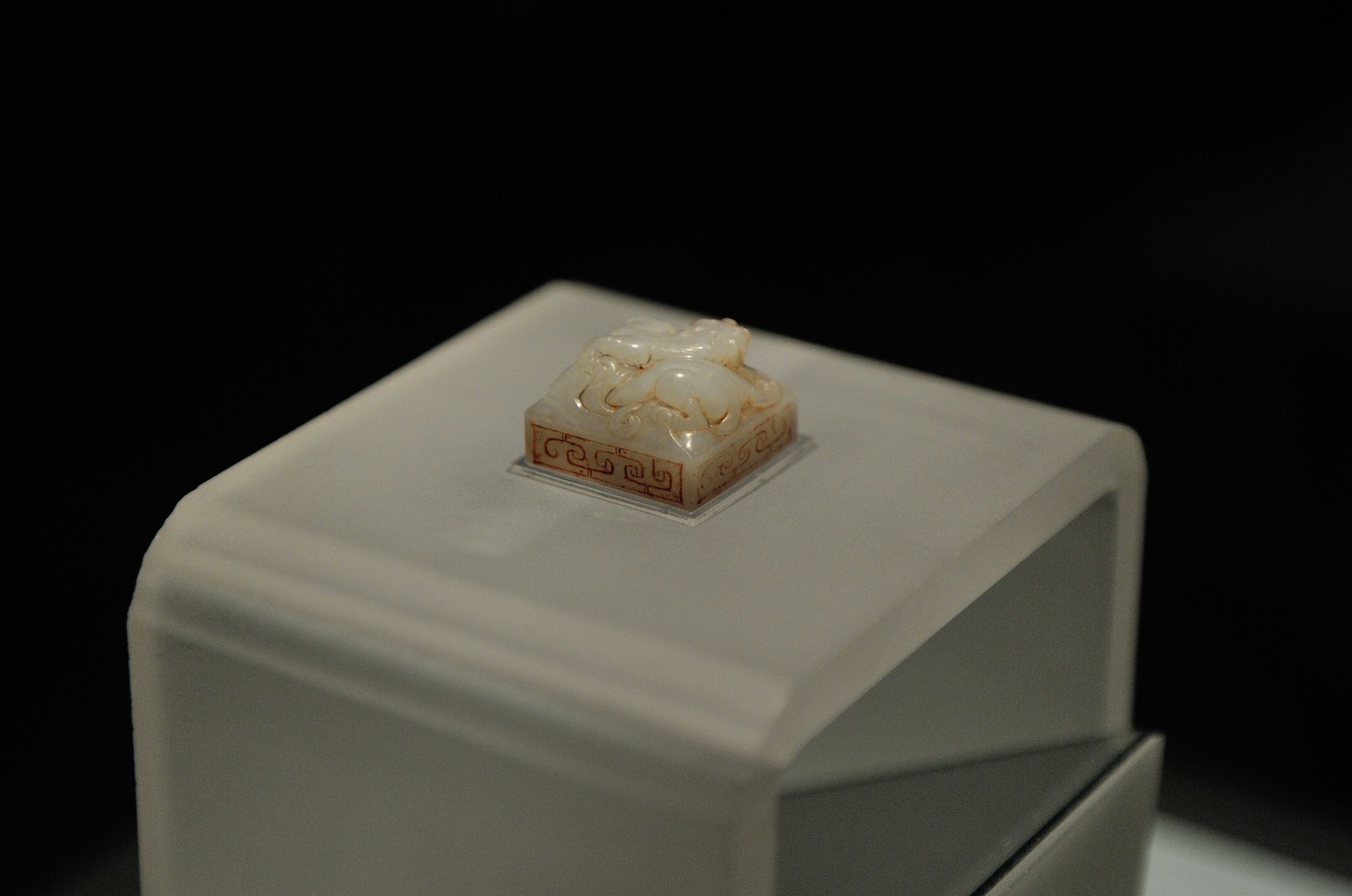
汉代玉印——皇后之玺，被认为是吕雉的信物。

## 太子之争
高祖在漢王時期（漢二年六月）因彭城兵敗、家人盡被楚兵擄走，唯一的倖存者是呂雉之子劉盈，便立其為太子並令領兵駐守櫟陽。
戚夫人因為自恃得寵，經常在高帝面前哭鬧，想立她的兒子為太子。劉邦亦偏愛劉如意，欲以「如意類我」，想要改立戚姬子如意為太子。周昌、叔孫通等朝中大臣都堅決反對廢長立幼。
高祖十年（前197年），劉邦欲易太子，下廷議。結果群臣紛紛反對。

### 張良獻計
呂雉派建成侯呂釋之攔住留侯張良為她謀劃，張良推辭稱高祖「以愛欲易太子」、旁人無計可施；呂釋之堅持，張良於是出主意讓建成侯和太子懇請高帝求而不得的商山四皓輔佐，以為太子助力。
當時呂后令其兄建成侯呂澤找張良，張良對呂澤說：「陛下在戰爭困難的時候確實能夠聽我的意見，但是，如今是因為愛而要廢長立幼，這已經不是靠說能了結的事。但是，陛下非常看重的商山四皓（隱居在商山的四位年長的高士），卻始終請不來，因為他們認為陛下對臣下態度一貫傲慢。如果你們想個辦法把商山四皓請出來輔佐太子，讓他們天天陪著太子，特別上朝之時陪伴太子，陛下一定會看見。陛下知道商山四皓輔佐太子，也許會有一用。」呂后立即付諸實施。呂后派呂澤讓人帶了太子的親筆信和厚禮，將這四位高士請來了。
高祖十二年（前195年）病重，已下定決心要換太子了，經過燕地時擺酒，召太子侍酒，商山四皓恭謹地跟從侍奉太子，並一一前來為高祖祝酒，高祖大受震動，最終明示戚姬太子羽翼已豐、不可改換，放棄了改立太子的決定，也由此決定了呂雉與戚姬二人的高下。

## 誅殺功臣
呂雉歸漢後成為漢決策集團重要人物。呂后性格剛毅，她為了鞏固自己的權勢，開始殺人立威。
第一個被她選中的就是從楚王（原齊王）已被廢為淮陰侯並監視居住的韓信。她趁劉邦在外征戰陳豨之際，與蕭何用計殺掉了韓信並夷三族，進而成功震懾了其他功臣。劉邦平定陳豨後班師回朝，得知韓信已死，既慶幸消除威脅，也為韓信的死感到惋惜。
不久，梁王彭越被劉邦廢為庶人、削職流放蜀地。途中遇呂雉，彭訴說無罪，呂雉答應為他說情，將其帶回咸陽。她對劉邦說：「你把彭越放走，等於放虎歸山。」於是劉邦重新審判彭越，將彭越及其三族全處死刑，並剁成肉醬分賜與其他諸侯王。
劉邦稱帝八年間，呂后協助劉邦，鎮壓叛逆、打擊割據勢力，對鞏固漢朝統一政權起了重要作用，並為她日後掌權作了充分準備。

## 病榻問相
漢高帝十二年（前195年），漢高祖劉邦病情加重，呂皇后派良醫進行治療。劉邦自知已經病入膏肓，賜醫生金錢，把他們趕走，拒絕治療。呂皇后見劉邦病已不治，出於國家政局穩定，她到劉邦病榻前問國家關鍵職位人事。
呂皇后問：「陛下百歲後，蕭相國（萧何）既死，誰令代之？」劉邦回答：「曹参可。」呂皇后又接著問曹參之後的人選，劉邦說：「王陵可。然少憨，陳平可以助之。陳平智有餘，然難獨任。周勃重厚少文，然安劉氏者必勃也，可令為太尉。」呂皇后還想接著問，但是劉邦說：「以後的事你也不會知道了。」
劉邦去世後，朝廷的重大人事基本上按照這次病榻問相的結果來安排。審食其雖以呂太后之寵，在王陵之後一度為左丞相，但主要是服待呂太后，並不治事。而陳平亦佯為自保，亦不過問政事，呂太后對陳平深為讚許。

## 尊為太后
劉邦去世，孝惠帝繼位，尊其為皇太后。呂太后在孝惠帝期間極力打壓其他劉姓諸侯王，以維持皇帝的權威；然而孝惠帝並不贊同，反而親趙王如弟，尊齊王如兄。因為戚夫人及其子趙王劉如意，數次欲奪劉盈太子之位，呂太后視為威脅、十分記恨，於是有了「人彘事件」。人彘事件之後，呂太后主持政務。
其他劉邦所寵幸之妃嬪，如有子為王者，則與其子到藩國去，稱為「王太后」，例如代王之母薄姬，即後來的薄太后。

### 人彘事件
孝惠元年十二月（前195年），呂太后先囚戚夫人於永巷，據傳戚夫人私下唱歌嘆息：「兒子為王，母親為奴僕，終日舂米到薄暮，常常與死亡為伍！母子相離三千里，要找誰來告訴你？」呂太后先召趙王劉如意進宮，並伺機毒殺。
孝惠二年（前194年）夏，呂太后又將戚夫人斬去手腳，薰聾雙耳，挖掉雙目，毒啞拋入茅廁之中，稱為「人彘」，意為「人豬」，過了幾天後叫惠帝來看，惠帝痛哭並且病了很久，命人向呂太后說：「這種事不是人做得出來的。臣是太后的兒子，終究沒有辦法治理天下。」於是不理政事，沉溺於飲酒，因此得病。

### 主持政務
孝惠二年（前194年），楚元王、齊悼惠王來朝。宴席中，孝惠帝事齊王以家人禮，呂太后大怒，欲殺齊王。後齊王獻邑於魯元公主方得脫。
孝惠四年（前192年），立宣平侯張敖之女張氏為皇后，時張氏僅13歲。
孝惠四年（前191年），呂太后下令廢除挾書律，此法本為秦始皇焚書時制定之法，禁止民間藏有農業、卜筮、醫藥之外的書籍。呂太后下令廢止此律，亦下令鼓勵民間獻書朝廷，恢復舊典。
孝惠三年（前192年），開始命人修築長安城，到孝惠六年（前189年），工程全部竣工。各地諸侯來會，十月入朝慶賀。

## 臨朝稱制
從前188年—前180年，在兩少帝時期，國家大權完全為呂后所掌控，詔書皆稱「朕」，與皇帝規格無異，吕后与其他有权势的女性不同，她试图颁布圣旨 。雖然呂后因為太獨裁且對漢高祖寵妃（戚夫人）手段狠辣而導致歷史評價不佳，但其實她掌權時期延續高祖與民休息的政策，讓漢朝國勢逐步強盛。

### 前少帝
孝惠七年八月（前188年），孝惠帝駕崩，孝惠張皇后無子，呂太后命取後宮美人子詐為張皇后子，呂雉立太子劉恭（西漢前少帝）為帝，自己臨朝稱制，行使皇帝職權，朝廷號令一概出自太后，為中國實行皇帝制度之後，第一個臨朝稱制的女主，因而被司馬遷和班固列入記錄皇帝生平事蹟的本紀（即《史記》的〈呂太后本紀〉和《漢書》的〈高后紀〉）。她亦開漢代外戚專權的先河。同年大封諸呂。
前少帝劉恭發現身世真相，揚言必報殺母之仇，呂雉得知後，將他囚於永巷，對外聲稱皇帝重病，拒絕接見任何人。呂雉又對朝臣說小皇帝重病，無法治理國家，應有人接替，得到朝臣肯定。於是，少帝被廢黜，並被呂雉幽禁殺害，改立常山王劉弘為帝。

### 後少帝
前少帝劉恭死後，恆山王劉義繼任帝位，並改名為劉弘，即後少帝。
呂雉為了強化自己的統治，在採取「無為而治」，鞏固西漢政權的同時，首先打擊諸侯王和政治上的反對派，重用其寵臣審食其。然後佈置黨羽，大封諸呂及所愛后宮美人之子為王侯。隨後殺掉趙王劉友和梁王劉恢。右丞相王陵堅決反對封諸呂為王的政策，堅持高祖與大臣的盟約，“非劉氏而王，天下共擊之。”呂雉不高興，就讓他擔任皇帝的太傅，奪了他的丞相職權。王陵只得告病回家。然後又讓審食其為左丞相，居中用事。陳平、周勃雖然不服，也只好順從。審食其不處理左丞相職權範圍內的事情，專門監督管理宮中的事務，像個郎中令，呂雉常與他決斷大事，公卿大臣處理事務都要通過審食其才能決定。呂后這些做法遭到劉氏宗室和大臣的激烈反對。

### 内封諸呂
呂后追封他已故的兩個哥哥，大哥呂侯為悼武王，呂釋之為趙昭王，以此作封立諸呂為王的開端。
高后元年（前187年），封侄呂台為呂王，呂產為梁王，呂祿為趙王，侄孫呂通為燕王，追尊父呂文為呂宣王，封女兒魯元公主的兒子張偃為魯王，將呂祿的女兒嫁給劉章，封劉章為朱虛侯，封呂釋之的兒子呂種為沛侯，封外甥呂平扶柳侯。
高后二年（前186年），呂台去世，諡號肅王，封其子呂嘉代呂台為呂王。
高后四年（前184年），又封其妹呂媭為臨光侯，侄子呂他為俞侯，呂更始為贅其侯，呂忿為呂城侯。呂后先後分封呂氏家族十幾人為王為侯。
在汉惠帝死後的這段時間，她積極扶植呂氏一族力量，封諸呂為王，打擊劉姓皇族及勢力，呂太后過世後，周勃、陳平、劉章等人以計謀騙來兵權，消滅了諸呂。

### 外和匈奴
據東漢班固所著《漢書》記載：孝惠四年（前192年），劉邦死後，匈奴首領冒頓曾寄國書向呂太后求婚，意在標揚匈奴武力，刻意貶低漢朝國力及汙辱太后，上面寫道：「孤僨之君，......願遊中國。陛下獨立，孤僨獨居。兩主不樂，無以自虞，願以所有，易其所無。」
呂后大怒，欲出擊匈奴。朝臣幾乎眾口一辭：「出兵攻打匈奴。」然唯有中郎將季布卻指出：劉邦當年在與匈奴之戰中最終未占得便宜，不得已採納劉敬的和親建議，來換取漢初時北方的和平；「今歌唫之聲未絕，傷痍者甫起」，亦即如今的漢朝軍事實力依然不及匈奴，宜繼續和親為上。
最終，呂后聽從了中郎將季布的意見，以年邁為由婉言拒絕，並贈單于車馬作為禮物之外，繼續以宗室女為公主，嫁匈奴單于以和親。之後匈奴便派使者來謝罪說：「我們沒有聽過中國的禮節，幸而得到陛下寬恕。」並獻上馬匹。前192年春天，劉盈以宗室女為公主繼續與匈奴和親，漢匈之間及時避免了兵燹之災。

## 呂后駕崩
高后八年三月，在前往霸上祭祀的途中，突然见到一条苍狗，致吕后遂病掖伤而崩逝。期间卜之，疑为赵王刘如意魂魄作祟。。
南开大学历史学院教授闫爱民和复旦大学历史学系副教授马孟龙所著学术论文认为，吕后死于狂犬病发作。
高后八年（前180年8月18日），呂太后崩逝，與漢高祖合葬長陵。
呂后臨終將呂祿之女呂氏許給後少帝劉弘為皇后。呂后崩後留下詔賜給各諸侯黃金千斤，將、相、列侯、郎、吏都按官階賜給黃金，大赦天下。讓呂王呂產擔任相國。由於呂后在政時期培植起一個呂氏外戚集團，進而加劇了漢統治階級內部的矛盾，因此在她死後，馬上就釀成了汉初功臣集团、劉氏皇族集團、呂氏外戚集團之间的流血鬥爭。呂后沒有完成她的政治計劃就去世了。漢統治階級內部矛盾驟然激化，袒劉之軍蜂起。齊王劉襄發難於外，周勃、陳平響應於內，劉氏諸王遂群起而殺諸呂，汉初功臣集团、刘氏皇族集团、吕氏外戚集团之间的一場流血鬥爭，以汉初功臣集团的勝利而告終。
周勃、陳平等汉初功臣剷除諸呂，昭告天下，稱少帝劉弘及梁王劉泰、淮陽王劉武、恆山王劉朝等，並非漢惠帝親生兒子，應當廢黜，並在劉姓皇族選擇皇位繼承人。選定高祖與妃子薄氏之子代王劉恆作為新皇帝（即漢文帝）。
呂后的墳墓曾經被赤眉軍挖掘，其尸體遭到侮辱。光武帝建武年间，吕后因种种不利于汉朝社稷的行为，光武帝下令將其牌位從高祖庙中遷出，並改尊劉邦的妃妾、漢文帝之母薄氏為高皇后，以薄氏配饗高祖劉邦。

## 評價

#### 絮語
- 劉邦：「呂后真而主矣。」（《史記·留侯世家》）
- 酈寄：「高帝與呂后共定天下。」（《史記·呂太后本紀》）
- 盧綰：「呂后婦人，專欲以事誅異姓王者及大功臣。」（《史記·韓信盧綰列傳》）
- 漢武帝：「往古國家所以亂也，由主少母壯也。女主獨居驕蹇，淫亂自恣，莫能禁也。女不聞呂后邪？」（《史記·外戚世家》）
- 《太史公自序》曰：「惠之早霣，諸呂不台；崇彊祿、產，諸侯謀之；殺隱幽友，大臣洞疑，遂及宗禍」。
- 司馬遷在《史記·呂后本紀》中對她的評價是「高后女主稱制，政不出房戶，天下晏然。刑罰罕用，罪人是希。民務稼穡，衣食滋殖。」
- 班固：「孝惠內修親親，外禮宰相，優寵齊悼、趙隱，恩敬篤矣。聞叔孫通之諫則懼然，納曹相國之對而心説，可謂寬仁之主。遭呂太后虧損至德，悲夫！」（《漢書·惠帝紀》）
- 劉勰：「及孝惠委機，呂后攝政，班史立紀，違經失實，何則？庖犧以來，未聞女帝者也。漢運所值，難為後法。牝雞無晨，武王首誓；婦無與國，齊桓著盟；宣後亂秦，呂氏危漢：豈唯政事難假，亦名號宜慎矣。」
- 魏收：「據天下之圖，持海內之命，顧指如意，高下在心，此乃夏桀、殷紂喪二邦，秦母、呂雉穢兩國也。」（《魏書》）
- 司馬貞：「高祖猶微，呂氏作妃。及正軒掖，潛用福威。志懷安忍，性挾猜疑。置鴆齊悼，殘彘戚姬。孝惠崩殞，其哭不悲。諸呂用事，天下示私。大臣菹醢，支孽芟夷。禍盈斯驗，蒼狗為菑。」
- 何去非：「呂后、惠、文，乘天下初定，與民休息，深持柔仁不拔之德。」（《何博士備論》）
- 丁耀亢：「呂后，雌龍也。開國承運，配天而出，間氣之在陰者歟？使平、勃不，漢天下其未可知也。觀其鴆殺如意，糟戚姬，則一毒婦人耳。戚曰：‘使呂為鼠，吾當為貓，以報此冤。’斷腋而死，能幾日乎？故垂之以為妒鑑。」（《天史·卷三·殘三十六案》）
- 龔煒：「開國母后莫不賢明，獨呂雉以妒悍稱制，外戚之禍，漢為最烈，貽謀可不慎歟。如斯正議，雖儒者無以易也。」（《巢林筆記·卷二》）
- 趙翼：「呂后則當高帝臨危時，問蕭相國後孰可代者，是固以安國家為急也。孝惠既立，政由母氏，其所用曹參、王陵、陳平、周勃等，無一非高帝注意安劉之人。是惟恐孝惠之不能守業，非如武后以嫌忌而殺太子弘、太子賢也。後所生，惟孝惠及魯元公主，其它皆諸姬子。使孝惠而在，則方與孝惠圖治計長久。觀於高祖欲廢太子時，後迫留侯畫策，至跪謝周昌之廷諍，則其母子間可知也。迨孝惠既崩，而所取後宮子立為帝者，又以怨懟而廢。於是己之子孫無在者，則與其使諸姬子據權勢以凌呂氏，不如先張呂氏以久其權。故孝惠時未嘗王諸呂，王諸呂，乃在孝惠崩後。此則後之私心短見。 蓋嫉妒者，婦人之常情也。然其所最妒，亦只戚夫人母子，以其先寵幸時，幾至於奪嫡，故高帝崩後，即殺之。此外諸姬子，如文帝封於代，則聽其母薄太后隨之；淮南王長無母，依呂后以成立，則始終無恙；齊悼惠王以孝惠庶兄失後意，後怒欲酖之，已而悼惠獻城陽郡為魯元湯沐邑，即復待之如初；其子朱虛侯章入侍宴，請以軍法行酒，斬諸呂逃酒者一人，後亦未嘗加罪也。趙王友之幽死，梁王恢之自殺，則皆以與妃呂氏不諧之故。」“武后之禍，惟後魏之文明馮後及胡後，約略似之。而世乃以呂武並稱，豈公論哉！”（《廿二史札記·史記·漢書》）
- 王立羣：「呂后最有貢獻，畢竟是她和他的兒子在稱制的這十五年之間，保持了社會的穩定，為即將到來的文景之治打下了基礎。所以在秦王朝十幾的參照通知，四年的楚漢戰爭以後，呂后給了老百姓喘息的機會，還廢秦變法。」（《王立羣評呂后》）
- 施丁：「關於婦人之道，呂后相夫賣力，教子有成，可基本上肯定；但她強制聯姻，大封諸呂，乃婦人之識、裙帶之風。關於為人之道，為人處世，應重情義。呂后對待功臣或老將張良、陳平、周勃、灌嬰等還是可以的；而對異己分分子或政敵則很厲害，手段卑劣而毒辣。關於為政之道，呂后掌皇權十五年，用人得當，為政平穩，與民休息，社會安定，很值得稱道。她在政治上基本上成功。只是晚年重用呂祿、呂產為呂氏遺下後患。」（歷史學家施丁以人性説呂雉）
- 《劍橋中國史》：「呂后剋制住自己，不作自行宣佈為女皇的安排。她的做法在後漢時期和以後中國的王朝幾次被一個皇后所把持時被人仿效。可是她擁有無可爭辯的權力。」

#### 總評
呂后掌權統治十五年，雖然對於劉氏皇室來說是一個威脅，不過，呂后掌政期間對國家發展是很有功勞的。例如，呂后重用人才，並廢除秦以來的一些苛法，尤以廢除三族罪和妖言令為百姓所稱道。以免除徭役鼓勵恢復生產，又「減田租，復十五稅一」減輕百姓的負擔；力行簡約，從不奢華鋪張，形成漢初節儉風氣；在邊防上，安排戌族輪替，取代秦以來戌族服役無期的狀況，實行黃老之術與民休息的政策，為後來的文景之治奠定堅實基礎。而《二年律令》的推出，讓天下土地從象徵到實質性的私有化。另外，其來自民間的身分，以及與劉邦共同打天下、守江山的經歷，讓這位女性不同於其他通過外戚掌權的女性統治者。

## 纪年
吕后先后立两少帝，称制，故史家一般以高后纪年。用亥正（以十月为岁首）。
| 高后 | 元年    | 2年     | 3年     | 4年     | 5年     | 6年     | 7年     | 8年     |
| ---- | ------- | ------- | ------- | ------- | ------- | ------- | ------- | ------- |
| 公元 | 前187年 | 前186年 | 前185年 | 前184年 | 前183年 | 前182年 | 前181年 | 前180年 |
| 干支 | 甲寅    | 乙卯    | 丙辰    | 丁巳    | 戊午    | 己未    | 庚申    | 辛酉    |

## 世系图
|             |             |             |             |             |             |  |  |             |             |             |             |             |             |  |  |               |               |               |               |               |               |  |  | 吕宣王 吕公 |           |           |           |           |           |  |  |             |             |             |             |             |             |  |  |               |               |               |               |               |               |  |  |               |               |               |               |               |               |  |  |             |             |             |             |             |             |  |  |  |  |  |  |  |  |  |  |  |  |  |  |  |  |  |  |  |  |  |  |  |  |  |  |  |  |
|             |             |             |             |             |             |  |  |             |             |             |             |             |             |  |  |               |               |               |               |               |               |  |  |             |           |           |           |           |           |  |  |             |             |             |             |             |             |  |  |               |               |               |               |               |               |  |  |               |               |               |               |               |               |  |  |             |             |             |             |             |             |  |  |  |  |  |  |  |  |  |  |  |  |  |  |  |  |  |  |  |  |  |  |  |  |  |  |  |  |
|             |             |             |             |             |             |  |  |             |             |             |             |             |             |  |  |               |               |               |               |               |               |  |  |             |           |           |           |           |           |  |  |             |             |             |             |             |             |  |  |               |               |               |               |               |               |  |  |               |               |               |               |               |               |  |  |             |             |             |             |             |             |  |  |  |  |  |  |  |  |  |  |  |  |  |  |  |  |  |  |  |  |  |  |  |  |  |  |  |  |
| 吕长姁      | 吕长姁      | 吕长姁      | 吕长姁      | 吕长姁      | 吕长姁      |  |  |             |             |             |             |             |             |  |  | 吕悼武王 吕泽 | 吕悼武王 吕泽 | 吕悼武王 吕泽 | 吕悼武王 吕泽 | 吕悼武王 吕泽 | 吕悼武王 吕泽 |  |  |             |           |           |           |           |           |  |  |             |             |             |             |             |             |  |  | 赵昭王 吕释之 | 赵昭王 吕释之 | 赵昭王 吕释之 | 赵昭王 吕释之 | 赵昭王 吕释之 | 赵昭王 吕释之 |  |  | 漢高后 吕雉   | 漢高后 吕雉   | 漢高后 吕雉   | 漢高后 吕雉   | 漢高后 吕雉   | 漢高后 吕雉   |  |  | 临光侯 吕嬃 | 临光侯 吕嬃 | 临光侯 吕嬃 | 临光侯 吕嬃 | 临光侯 吕嬃 | 临光侯 吕嬃 |  |  |  |  |  |  |  |  |  |  |  |  |  |  |  |  |  |  |  |  |  |  |  |  |  |  |  |  |
| 吕长姁      | 吕长姁      | 吕长姁      | 吕长姁      | 吕长姁      | 吕长姁      |  |  |             |             |             |             |             |             |  |  | 吕悼武王 吕泽 | 吕悼武王 吕泽 | 吕悼武王 吕泽 | 吕悼武王 吕泽 | 吕悼武王 吕泽 | 吕悼武王 吕泽 |  |  |             |           |           |           |           |           |  |  |             |             |             |             |             |             |  |  | 赵昭王 吕释之 | 赵昭王 吕释之 | 赵昭王 吕释之 | 赵昭王 吕释之 | 赵昭王 吕释之 | 赵昭王 吕释之 |  |  | 漢高后 吕雉   | 漢高后 吕雉   | 漢高后 吕雉   | 漢高后 吕雉   | 漢高后 吕雉   | 漢高后 吕雉   |  |  | 临光侯 吕嬃 | 临光侯 吕嬃 | 临光侯 吕嬃 | 临光侯 吕嬃 | 临光侯 吕嬃 | 临光侯 吕嬃 |  |  |  |  |  |  |  |  |  |  |  |  |  |  |  |  |  |  |  |  |  |  |  |  |  |  |  |  |
|             |             |             |             |             |             |  |  |             |             |             |             |             |             |  |  |               |               |               |               |               |               |  |  |             |           |           |           |           |           |  |  |             |             |             |             |             |             |  |  |               |               |               |               |               |               |  |  |               |               |               |               |               |               |  |  |             |             |             |             |             |             |  |  |  |  |  |  |  |  |  |  |  |  |  |  |  |  |  |  |  |  |  |  |  |  |  |  |  |  |
| 扶柳侯 吕平 | 扶柳侯 吕平 | 扶柳侯 吕平 | 扶柳侯 吕平 | 扶柳侯 吕平 | 扶柳侯 吕平 |  |  | 吕肃王 吕台 | 吕肃王 吕台 | 吕肃王 吕台 | 吕肃王 吕台 | 吕肃王 吕台 | 吕肃王 吕台 |  |  |               |               |               |               |               |               |  |  | 梁王 吕产   | 梁王 吕产 | 梁王 吕产 | 梁王 吕产 | 梁王 吕产 | 梁王 吕产 |  |  | 建成侯 吕则 | 建成侯 吕则 | 建成侯 吕则 | 建成侯 吕则 | 建成侯 吕则 | 建成侯 吕则 |  |  | 不其侯 吕种   | 不其侯 吕种   | 不其侯 吕种   | 不其侯 吕种   | 不其侯 吕种   | 不其侯 吕种   |  |  | 赵王 吕禄     | 赵王 吕禄     | 赵王 吕禄     | 赵王 吕禄     | 赵王 吕禄     | 赵王 吕禄     |  |  |             |             |             |             |             |             |  |  |  |  |  |  |  |  |  |  |  |  |  |  |  |  |  |  |  |  |  |  |  |  |  |  |  |  |
| 扶柳侯 吕平 | 扶柳侯 吕平 | 扶柳侯 吕平 | 扶柳侯 吕平 | 扶柳侯 吕平 | 扶柳侯 吕平 |  |  | 吕肃王 吕台 | 吕肃王 吕台 | 吕肃王 吕台 | 吕肃王 吕台 | 吕肃王 吕台 | 吕肃王 吕台 |  |  |               |               |               |               |               |               |  |  | 梁王 吕产   | 梁王 吕产 | 梁王 吕产 | 梁王 吕产 | 梁王 吕产 | 梁王 吕产 |  |  | 建成侯 吕则 | 建成侯 吕则 | 建成侯 吕则 | 建成侯 吕则 | 建成侯 吕则 | 建成侯 吕则 |  |  | 不其侯 吕种   | 不其侯 吕种   | 不其侯 吕种   | 不其侯 吕种   | 不其侯 吕种   | 不其侯 吕种   |  |  | 赵王 吕禄     | 赵王 吕禄     | 赵王 吕禄     | 赵王 吕禄     | 赵王 吕禄     | 赵王 吕禄     |  |  |             |             |             |             |             |             |  |  |  |  |  |  |  |  |  |  |  |  |  |  |  |  |  |  |  |  |  |  |  |  |  |  |  |  |
|             |             |             |             |             |             |  |  |             |             |             |             |             |             |  |  |               |               |               |               |               |               |  |  |             |           |           |           |           |           |  |  |             |             |             |             |             |             |  |  |               |               |               |               |               |               |  |  |               |               |               |               |               |               |  |  |             |             |             |             |             |             |  |  |  |  |  |  |  |  |  |  |  |  |  |  |  |  |  |  |  |  |  |  |  |  |  |  |  |  |
| 吕王 吕嘉   | 吕王 吕嘉   | 吕王 吕嘉   | 吕王 吕嘉   | 吕王 吕嘉   | 吕王 吕嘉   |  |  | 燕王 吕通   | 燕王 吕通   | 燕王 吕通   | 燕王 吕通   | 燕王 吕通   | 燕王 吕通   |  |  | 东平侯 吕庀   | 东平侯 吕庀   | 东平侯 吕庀   | 东平侯 吕庀   | 东平侯 吕庀   | 东平侯 吕庀   |  |  | 刘恢妻      | 刘恢妻    | 刘恢妻    | 刘恢妻    | 刘恢妻    | 刘恢妻    |  |  |             |             |             |             |             |             |  |  | 刘章妻        | 刘章妻        | 刘章妻        | 刘章妻        | 刘章妻        | 刘章妻        |  |  | 吕皇后 刘弘妻 | 吕皇后 刘弘妻 | 吕皇后 刘弘妻 | 吕皇后 刘弘妻 | 吕皇后 刘弘妻 | 吕皇后 刘弘妻 |  |  |             |             |             |             |             |             |  |  |  |  |  |  |  |  |  |  |  |  |  |  |  |  |  |  |  |  |  |  |  |  |  |  |  |  |

## 影視形象
| 作品名稱                   | 飾演的演員 |
| 1985年《楚河漢界》         | 商天娥     |
| 1986年《真命天子》         | 歐陽珮珊   |
| 1988年《歷代奇女子之呂后》 | 苗可秀     |
| 1994年《西楚霸王》         | 鞏俐       |
| 2002年《神醫俠侶》         | 劉雪華     |
| 2003年《大漢風》           | 吳倩蓮     |
| 2003年《呂后傳奇》         | 方舒       |
| 2004年《楚漢驕雄》         | 張可頤     |
| 2009年《玫瑰江湖》         | 霍思燕     |
| 2010年《神话》             | 陈紫函     |
| 2010年《美人心計》         | 戴春榮     |
| 2011年《大風歌》           | 王姬       |
| 2011年《楚漢爭雄》         | 柯藍       |
| 2012年《王的女人》         | 陳喬恩     |
| 2012年《楚漢傳奇》         | 秦嵐       |
| 2012年《王的盛宴》         | 秦嵐       |

## 延伸阅读
[在维基数据编辑]
 《史記·卷九·呂太后本紀》，出自司馬遷《史記》
 《史記/卷049》，出自司馬遷《史記》
 《漢書/卷003》，出自班固《漢書》
 《漢書·卷097上》，出自班固《漢書》
 《漢書/卷097下》，出自班固《漢書》

### 引用
1. ↑  《史記集解·呂太后本紀》：漢書音義曰：「諱雉。」
2. ↑  《漢書注·高后紀》：荀悅曰：「諱雉之字曰野雞。」
3. ↑  《史記索引·呂太后本紀》：諱雉，字娥姁也。
4. ↑  《漢書注·高后紀》：師古曰：「呂后名雉，字娥姁，故臣下諱雉也。姁音許於反。」
5. ↑  按《武英殿二十四史》本《史記·呂太后本紀》載：「呂太后者，高祖微時妃也，生孝惠帝、女魯元太后。」
6. ↑  此後所引《史記》，皆以《武英殿二十四史》本。
7. ↑  《史記·呂太后本紀》載：「三月中，呂后祓，還過軹道，見物如蒼犬，據高后掖，忽弗復見。卜之，雲趙王如意為祟。高后遂病掖傷。」註：因其同一句話中前後稱呼不一，疑其後改。<呂太后本紀>一卷，稱「太后」57次，從始至文中，並時見於其他各卷；稱「高后」僅10次，集中於呂后死前及死後三段之內，且終《史記》一書不再提及此稱謂。
8. ↑  「高皇后」稱號載於東漢時成書的《漢書·高后紀第三》，曰：「高皇后呂氏，生惠帝。佐高祖定天下，父兄及高祖而侯者三人。惠帝即位，尊呂后為太后。」
9. ↑  《漢書·卷九十七上 外戚傳第六十七上》載：高祖呂皇后，父呂公，單父人也，好相人。高祖微時，呂公見而異之，乃以女妻高祖，生惠帝、魯元公主。高祖為漢王，元年封呂公為臨泗侯，二年立孝惠為太子。
10. ↑  於是諸侯王及太尉長安侯臣綰等三百人，與博士稷嗣君叔孫通謹擇良日二月甲午，上尊號。漢王即皇帝位于氾水之陽。尊王后曰皇后，太子曰皇太子，追尊先媼曰昭靈夫人。
11. 1 2  《漢書·高后紀第三》載：「惠帝崩，太子立為皇帝，年幼，太后臨朝稱制，大赦天下。……四年夏，少帝自知非皇后子，出怨言，皇太后幽之永巷。詔曰：『凡有天下治萬民者，蓋之如天，容之如地；上有歡心以使百姓，百姓欣然以事其上，歡欣交通而天下治。今皇帝疾久不已，乃失惑昏亂，不能繼嗣奉宗廟，守祭祀，不可屬天下。其議代之。』群臣皆曰：『皇太后為天下計，所以安宗廟社稷甚深。頓首奉詔。』五月丙辰，立恆山王弘為皇帝。……八年春，封中謁者張釋卿為列侯。……秋七月辛巳，皇太后崩於未央宮。遺詔賜諸侯王各千金，將相列侯下至郎吏各有差。大赦天下。」
12. ↑  《漢書注·高后紀》：師古曰：「父謂臨泗侯呂公也。兄謂周呂侯澤、建成侯釋之。」
13. ↑  《史記集解·呂太后本紀》：徐廣曰：「（張買）呂后姊子也。母字長姁。」
14. ↑  《史記·呂太后本紀第九》：太后女弟呂嬃有女為營陵侯劉澤妻，澤為大將軍。
15. ↑  《史記·呂后本紀第九》載：「居數日，乃召孝惠帝觀人彘。孝惠見，問，乃知其戚夫人，乃大哭，因病，歲余不能起。使人請太后曰：『此非人所為。臣為太后子，終不能治天下。』孝惠以此日飲為淫樂，不聽政，故有病也。」
16. ↑  司馬遷《史記·呂后本紀》
17. ↑  《漢書·高后紀第三》載：「夏五月辛未，詔曰：『昭靈夫人，太上皇妃也；武哀侯、宣夫人，高皇帝兄姊也。號諡不稱，其議尊號。』丞相臣平等請尊昭靈夫人曰昭靈后，武哀侯曰武哀王，宣夫人曰昭哀后。」
18. ↑  闫爱民; 马孟龙. . 南开学报（哲学社会科学版）. 2007, (2)  [2024-05-07]. （原始内容存档于2024-05-07）.
19. ↑  《史記·高祖本紀第八》：“单父人吕公，善沛令，避仇从之客，因家沛焉。”
20. ↑  《史記·高祖本紀第八》：「沛中豪桀吏聞令有重客，皆往賀。」
21. ↑  《史記·高祖本紀第八》：「蕭何為主吏，令諸大夫曰：「進不滿千錢，坐之堂下。」
22. ↑  《史記·高祖本紀第八》：「高祖為亭長，素易諸吏，乃紿為謁曰，「賀錢萬」，實不持一錢。」
23. ↑  《史記·高祖本紀第八》：“吕公大惊，起，迎之门。吕公者，好相人，见高祖状貌，因重敬之，引入坐。”
24. ↑  《史記·高祖本紀第八》：「蕭何曰：『劉季固多大言，少成事。』」
25. ↑  「高祖因狎侮諸客，遂坐上坐，無所詘。」
26. ↑  《史記·高祖本紀第八》：「呂公因目固留高祖。高祖竟酒，後。呂公曰：「臣少好相人，相人多矣，無如季相，原季自愛。臣有息女，願為季箕帚妾。」酒罷，呂媼怒呂公曰：「公始常欲奇此女，與貴人。沛令善公，求之不與，何自妄許與劉季？」呂公曰：「此非兒女子所知也。」卒與劉季。
27. ↑  《史記·高祖本紀第八》：「呂公女乃呂后也，生孝惠帝、魯元公主。
28. ↑  《史記·呂太后本紀第九》：「呂太后者，高祖微時妃也，女魯元太后。」
29. ↑  《史記·高祖本紀第八》：高祖為亭長時，常告歸之田。呂后與兩子居田中耨，有一老父過請飲，呂后因餔之。老父相呂后曰：「夫人天下貴人。」令相兩子，見孝惠，曰：「夫人所以貴者，乃此男也。」相魯元，亦皆貴。老父已去，高祖適從旁舍來，呂后具言客有過，相我子母皆大貴。高祖問，曰：「未遠。」乃追及，問老父。老父曰：「鄉者夫人嬰兒皆似君，君相貴不可言。」高祖乃謝曰：「誠如父言，不敢忘德。」及高祖貴，遂不知老父處。
30. ↑  《史記卷八·高祖本紀第八》：「高祖以亭長為縣送徒酈山，徒多道亡。」
31. ↑  《史記·卷九十六·張丞相列傳第三十六》：「任敖者，故沛獄吏。高祖嘗闢吏，吏系呂后，遇之不謹。任敖素善高祖，怒，擊傷主呂后吏。」
32. ↑  《史記·卷九十五·樊酈滕灌列傳第三十五》：「漢王急，馬罷，虜在後，常蹶兩兒欲棄之，嬰常收，竟載之，徐行面雍樹乃馳。漢王怒，行欲斬嬰者十馀，卒得脫，而致孝惠、魯元於豐。」
33. ↑  《史記·呂太后本紀》：「呂后年長，常留守，希見上，益疏。」
34. ↑  《史記·高祖本紀第八》載：「漢王之敗彭城而西，行使人求家室，家室亦亡，不相得。敗後乃獨得孝惠，六月，立為太子，大赦罪人。令太子守櫟陽，諸侯子在關中者皆集櫟陽為衛。」
35. ↑  雖然《史記·留侯世家第二十五》載「呂后乃使建成侯呂澤劫留侯」，然此處「建成侯呂澤」疑為筆誤，按《史記·高祖功臣侯者年表第六》，周呂侯名呂澤，建成侯名呂釋之；並據《史記·呂太后本紀第九》載：「呂后兄二人，皆為將。長兄周呂侯死事，封其子呂台為酈侯，子產為交侯；次兄呂釋之為建成侯。」故此處實為建成侯呂釋之問留侯策。
36. ↑  《史記·留侯世家第二十五》載：「呂后乃使建成侯呂澤劫留侯，曰：『君常為上謀臣，今上欲易太子，君安得高枕而臥乎？』留侯曰：『始上數在困急之中，幸用臣筴。今天下安定，以愛欲易太子，骨肉之間，雖臣等百餘人何益。』呂澤強要曰：『為我畫計。』留侯曰：『此難以口舌爭也。顧上有不能致者，天下有四人。四人者年老矣，皆以為上慢侮人，故逃匿山中，義不為漢臣。然上高此四人。今公誠能無愛金玉璧帛，令太子為書，卑辭安車，因使辯士固請，宜來。來，以為客，時時從入朝，令上見之，則必異而問之。問之，上知此四人賢，則一助也。』」。
37. ↑  《史記·留侯世家》：上欲廢太子，立戚夫人子趙王如意。大臣多諫爭，未能得堅決者也。呂后恐，不知所為。人或謂呂后曰：“留侯善畫計筴，上信用之。”呂后乃使建成侯呂澤劫留侯，曰：“君常為上謀臣，今上欲易太子，君安得高枕而臥乎？”留侯曰：“始上數在困急之中，幸用臣筴。今天下安定，以愛欲易太子，骨肉之間，雖臣等百馀人何益。”呂澤彊要曰：“為我畫計。”留侯曰：“此難以口舌爭也。顧上有不能致者，天下有四人。四人者年老矣，皆以為上慢侮人，故逃匿山中，義不為漢臣。然上高此四人。今公誠能無愛金玉璧帛，令太子為書，卑辭安車，因使辯士固請，宜來。來，以為客，時時從入朝，令上見之，則必異而問之。問之，上知此四人賢，則一助也。”於是呂后令呂澤使人奉太子書，卑辭厚禮，迎此四人。四人至，客建成侯所。
38. ↑  《史記·留侯世家第二十五》載：漢十二年，上從擊破布軍歸，疾益甚，愈欲易太子。留侯諫，不聽，因疾不視事。叔孫太傅稱說引古今，以死爭太子。上詳許之，猶欲易之。」
39. ↑  《史記·留侯世家第二十五》載：「及燕，置酒，太子侍。四人從太子，年皆八十有餘，鬚眉皓白，衣冠甚偉。上怪之，問曰：『彼何為者？』四人前對，各言名姓，曰東園公，角里先生，綺里季，夏黃公。上乃大驚，曰：『吾求公數歲，公辟逃我，今公何自從吾兒游乎？』四人皆曰：『陛下輕士善罵，臣等義不受辱，故恐而亡匿。竊聞太子為人仁孝，恭敬愛士，天下莫不延頸欲為太子死者，故臣等來耳。』上曰：『煩公幸卒調護太子。』 四人為壽已畢，趨去。
40. ↑  《史記·留侯世家第二十五》載：「上目送之，召戚夫人指示四人者曰：『我欲易之，彼四人輔之，羽翼已成，難動矣。呂后真而主矣！』」
41. ↑  《史記·呂太后本紀》：「呂后為人剛毅，佐高祖定天下，所誅大臣多呂后力。」
42. ↑  《史記·卷八·高祖本紀第八》已而呂后問：「陛下百歲後，蕭相國即死，令誰代之？」上曰：「曹參可。」問其次，上曰：「王陵可。然陵少憨，陳平可以助之。陳平智有馀，然難以獨任。周勃重厚少文，然安劉氏者必勃也，可令為太尉。」呂后復問其次，上曰：「此後亦非而所知也。」
43. ↑  《史記》：「呂后最怨戚夫人及其子趙王，乃令永巷囚戚夫人，而召趙王。」
44. ↑  《漢書·外戚列傳》：「子為王，母為虜，終日舂薄幕，常與死為伍！相離三千里，當誰使告汝？」
45. ↑  《史記·呂太后本紀》：「此非人所為。臣為太后子，終不能治天下。」
46. 1 2  《史記·呂太后本紀》：「宣平侯女為孝惠皇后時，無子，詳為有身，取美人子名之，殺其母，立所名子為太子。」
47. ↑  漢文帝之前是呂后掌權，期間有兩位傀儡皇帝，即前少帝和後少帝，通常不被視為正統皇帝。實質上漢文帝劉恆才是正式繼任的漢朝皇帝。
48. ↑  呂后最怨戚夫人及其子趙王，乃令永巷囚戚夫人，而召趙王。使者三反，趙相建平侯周昌謂使者曰：「高帝屬臣趙王，趙王年少。竊聞太后怨戚夫人，欲召趙王并誅之，臣不敢遣王。王且亦病，不能奉詔。」呂后大怒，乃使人召趙相，吕后与其他有权势的女性不同，她试图颁布圣旨。趙相徵至長安，乃使人復召趙王。王來，未到。孝惠帝慈仁，知太后怒，自迎趙王霸上，與入宮，自挾與趙王起居飲食。太后欲殺之，不得閒。孝惠元年十二月，帝晨出射。趙王少，不能蚤起。太后聞其獨居，使人持酖飲之。犁明，孝惠還，趙王已死。於是乃徙淮陽王友為趙王。夏，詔賜酈侯父追謚為令武侯。太后遂斷戚夫人手足，去眼，煇耳，飲瘖藥，使居廁中，命曰「人彘」。（〈史記·呂太后本紀〉）
49. ↑  《史記·呂太后本紀》：「帝廢位，太后幽殺之。五月丙辰，立常山王義為帝，更名曰弘。不稱元年者，以太后制天下事也。」
50. ↑  《漢書‧匈奴傳第六十四》：考惠、高后时，冒頓浸骄，乃為書，使使遣高后曰：「孤僨之君，生于沮泽之中，長于平野牛馬之域，數至邊境，願游中國。陛下獨立，孤僨獨居。两主不樂，無以自虞，願以所有，易其所無。」
51. ↑  《漢書‧匈奴傳第六十四》：「單于不忘弊邑，賜之以書，弊邑恐懼。退而自圖，年老氣衰，髮齒墮落，行步失度，單于過聽，不足以自污。弊邑無罪，宜在見赦。竊有御車二乘，馬二駟，以奉常駕。」
52. ↑  《史記》卷一一〇<匈奴列傳>：高祖崩，孝惠、呂太后時，漢初定，故匈奴以驕。冒頓乃為書遺高后，妄言。高后欲擊之，諸將曰：「以高帝賢武，然尚困於平城。」於是高后乃止，復與匈奴和親。
53. ↑  《史記》卷一〇〇<季布欒布列傳>：孝惠時，為中郎將。單于嘗為書嫚呂后，不遜，呂后大怒，召諸將議之。上將軍樊噲曰：「臣願得十萬眾，橫行匈奴中。」諸將皆阿呂后意，曰：「然」。季布曰：「樊噲可斬也！夫高帝將兵四十餘萬眾，困於平城，今噲奈何以十萬眾橫行匈奴中，面欺！且秦以事於胡，陳勝等起。於今創痍未瘳，噲又面諛，欲搖動天下。」是時殿上皆恐，太后罷朝，遂不複議擊匈奴事。
54. ↑  《漢書》卷九十四<匈奴傳>：孝惠、高后時，冒頓浸驕，乃為書，使使遺高后曰：「孤僨之君，生於沮澤之中，長於平野牛馬之域，數至邊境，願游中國。陛下獨立，孤僨獨居。兩主不樂，無以自虞(娛)，願以所有，易其所無。」高后大怒，召丞相平及樊噲、季布等，議斬其使者，發兵而擊之。樊噲曰：「臣願得十萬眾，橫行匈奴中。」問季布、布曰：「噲可斬也！前陳豨反於代，漢兵三十二萬，哈為上將軍，時匈奴圍高帝於平城，噲不能解圍。天下歌之曰：『平城之下亦誠苦！七日不食，不能彀弩。』今歌吟之聲未絕，傷痍者甫起，而噲欲搖動天下，妄言以十萬眾橫行，是面謾也。且夷狄譬如禽獸，得其善言不足喜，惡言不足怒也。」高后曰：「善。」令大謁者張澤報書曰：「單于不忘弊邑，賜之以書，弊邑恐懼。退日自圖，年老氣衰，發齒墮落，行步失度，單于過聽，不足以自汙。弊邑無罪，宜在見赦。竊有御車二乘，馬二駟，以奉常駕。」冒頓得書。復使使來謝曰：「未嘗聞中國禮義，陛下幸而赦之。」因獻馬，遂和親。
55. ↑  《漢書》卷二<惠帝紀>：三年春，髮長安六百里內男女十四萬六千人城長安，三十日罷。以宗室女為公主，嫁匈奴單于。
56. ↑  《汉书·五行志》：高后八年三月，祓霸上，还过枳道，见物如仓狗，橶高后掖，忽而不见。卜之，赵王如意为祟。遂病掖伤而崩。
57. ↑  《论衡·订鬼篇》：“苍犬噬吕后，吕后且死，妖象犬形也。”
58. ↑  闫爱民; 马孟龙. . 南开学报（哲学社会科学版）. 2007, (2)  [2024-05-07]. （原始内容存档于2024-05-07）.
59. ↑  《後漢書》卷11：至陽城、番須中，逢大雪，坑谷皆滿，士多凍死，乃復還，發掘諸陵，取其寶貨，遂汙辱呂后屍。
60. ↑  《后汉书》卷1：甲申，使司空告祠高庙曰：“高皇帝与群臣约，非刘氏不王。吕太后贼害三赵，专王吕氏，赖社稷之灵，禄、产伏诛，天命几坠，危朝更安。吕太后不宜配食高庙，同祧至尊。薄太后母德慈仁，孝文皇帝贤明临国，子孙赖福，延祚至今。其上薄太后尊号曰高皇后，配食地祇。迁吕太后庙主于园，四时上祭。”
61. ↑  《漢書·食貨志》:「漢興，按秦之敝，諸侯記起，民失作業，而大饑饉，凡米石五千，人相食，死者過半。高祖以是約法省禁輕田租，十五而稅一。」

### 书目
- 《史記·呂太后本紀》
- 《漢書·高后紀》

| 新頭銜 | 漢朝皇后 前202年-前195年 | 繼任： 张皇后 |